# Steckenweg
Der Steckenweg (auch Stöckaweg genannt) ist ein sehr alter Verbindungsweg (Fußweg/Höhenweg) zwischen der Gemeinde Dornbirn, Ortsteil Haslach und dem Ortsteil Reute in Hohenems in Vorarlberg, Österreich.
Er wird heute meist nur noch als Wanderweg von Einheimischen genutzt und ist in neueren Wanderkarten der Region nicht mehr eingezeichnet. Offiziell ist der Steckenweg bis auf weiteres wegen Felssturzgefahr gesperrt. Dieser Felssturz, wegen dessen die Sperre erfolgte, ist jedoch bereits vor 1994 abgegangen und das Gelände um den  Breitenberg ist seit Jahrhunderten als geologisch unruhig bekannt. Der Weg ist, trotz der ab und zu anzufindenden Sperrbeschilderung und fehlender Wandermarkierungen, recht gut frequentiert und auch gut erkennbar, obwohl er offiziell nicht mehr Instand gehalten wird.

## Beschreibung
Der Weg führt vom Gasthaus Haslach Richtung Süd-Westen auf der asphaltierten Straße über die Brücke über den Fallbach. Nach dieser Brücke links schwenkend führt der Weg in Süd-östlicher Richtung als ein, zu einer Straße ausgebauten, Forstweg entlang des Fallbachs (linker Hand ein großes Retentionsbecken) aufwärts in Richtung des gut sichtbaren Wasserfalls. Nach etwa 250 Meter verzweigt sich der Forstweg und der Steckenweg führt rechter Hand, vom Weg zum Wasserfall abweichend, recht gleichmäßig weiter aufwärts nun in Süd-westlicher Richtung und behält diese Richtung in weiterer Folge weitgehend bei. Der Weg wird schmaler zu einem reinen Fußweg und nach kurzer Zeit wird der Felssturz erreicht, der zur offiziellen Sperre des Weges vor über 20 Jahren führte. Dieser kann ohne größere Schwierigkeiten überwunden werden und der Weg führt nun oberhalb des Steinbruches mit schönen Ausblicken z. B. auf den Breitenberg (gelber Felsen), den Karren und die Karrenseilbahn, das Stadtgebiet von Dornbirn, das Alpenrheintal bis zur Schweiz usw. Der Weg mündet in Reute schließlich wieder in einen breiteren Weideweg.
Fast der gesamt Weg führt durch Wald.
Der Weg bedingt Trittsicherheit, teilweise Schwindelfreiheit und Ausrüstung mit guten Bergschuhen. Der Weg sollte nur bei Trockenheit begangen werden. An einigen Stellen müssen kleinere Kinder an der Hand geführt werden. Im Bereich der Reute führt der Weg entlang des Waldes über Weideflächen. Hier sollte von den weidenden Tieren Abstand gehalten werden.
Der nächstgelegene Wander-Stützpunkt ist das Gasthaus Haslach in Haslach bzw. das Gasthaus Berghof in Reute in Hohenems. Die Wanderung von Haslach bis Reute dauert etwa eine Stunde.